# Художественный музей Сан-Паулу
Художественный музей Сан-Паулу, Музей искусств Сан-Паулу, MASP (порт. Museu de Arte de São Paulo) — художественный музей в Сан-Паулу. Один из самых известных и важных музеев в Латинской Америке, является одним из самых посещаемых в мире. В 2009 году музей посетило 679 019 человек.
Музей основан в 1947 году предпринимателем Ассисом Шатобрианом. Здание музея было спроектировано архитектором Линой Бо Барди и открыто в 1968 году на авениде Паулиста. Здание музея, имеющее геометричную бетонно-стеклянную конструкцию, является достопримечательностью города и одним из главных символов современной бразильской архитектуры.
Музей имеет площадь 10 тыс. м² и содержит более 8 000 произведений искусства. Музей имеет также одну из крупнейших художественных библиотек в стране. Коллекция MASP была включена Бразильским институтом истории и искусства в список национального наследия Бразилии.